# Samoa ai Giochi della XXXI Olimpiade
Samoa ha partecipato ai Giochi della XXXI Olimpiade, che si sono svolti a Rio de Janeiro, Brasile, dal 5 al 21 agosto 2016, con una delegazione di otto atleti impegnati in cinque discipline. Portabandiera alla cerimonia di apertura è stata la sollevatrice Mary Opeloge. Si è trattato della nona partecipazione di questo paese ai Giochi. Non sono state conquistate medaglie.

## Atletica
- 200 m maschili - 1 atleta (Jeremy Dodson)
- Lancio del disco femminile - 1 atleta (Alex Rose)

## Canoa
- K1 200 m femminile - 1 atleta (Anne Cairns)
- K1 500 m femminile - 1 atleta (Anne Cairns)

## Judo
- +100 kg maschili - 1 atleta (Derek Sua)

## Nuoto
- 200 m stile libero maschili - 1 atleta (Brandon Schuster)
- 100 m dorso femminili - 1 atleta (Evelina Afoa)

| Atleta       | Evento                    | Batterie | Batterie  | Semifinali      | Semifinali      | Finale          | Finale          |
| Atleta       | Evento                    | Tempo    | Posizione | Tempo           | Posizione       | Tempo           | Posizione       |
| ------------ | ------------------------- | -------- | --------- | --------------- | --------------- | --------------- | --------------- |
| Evelina Afoa | 100 metri dorso femminili | 1'08"74  | 32ª       | non qualificata | non qualificata | non qualificata | non qualificata |

## Sollevamento pesi
- -62 kg maschile - 1 atleta (Vaipava Nevo Ioane)
- -75 kg femminile - 1 atleta (Mary Opeloge)